# Plaxton

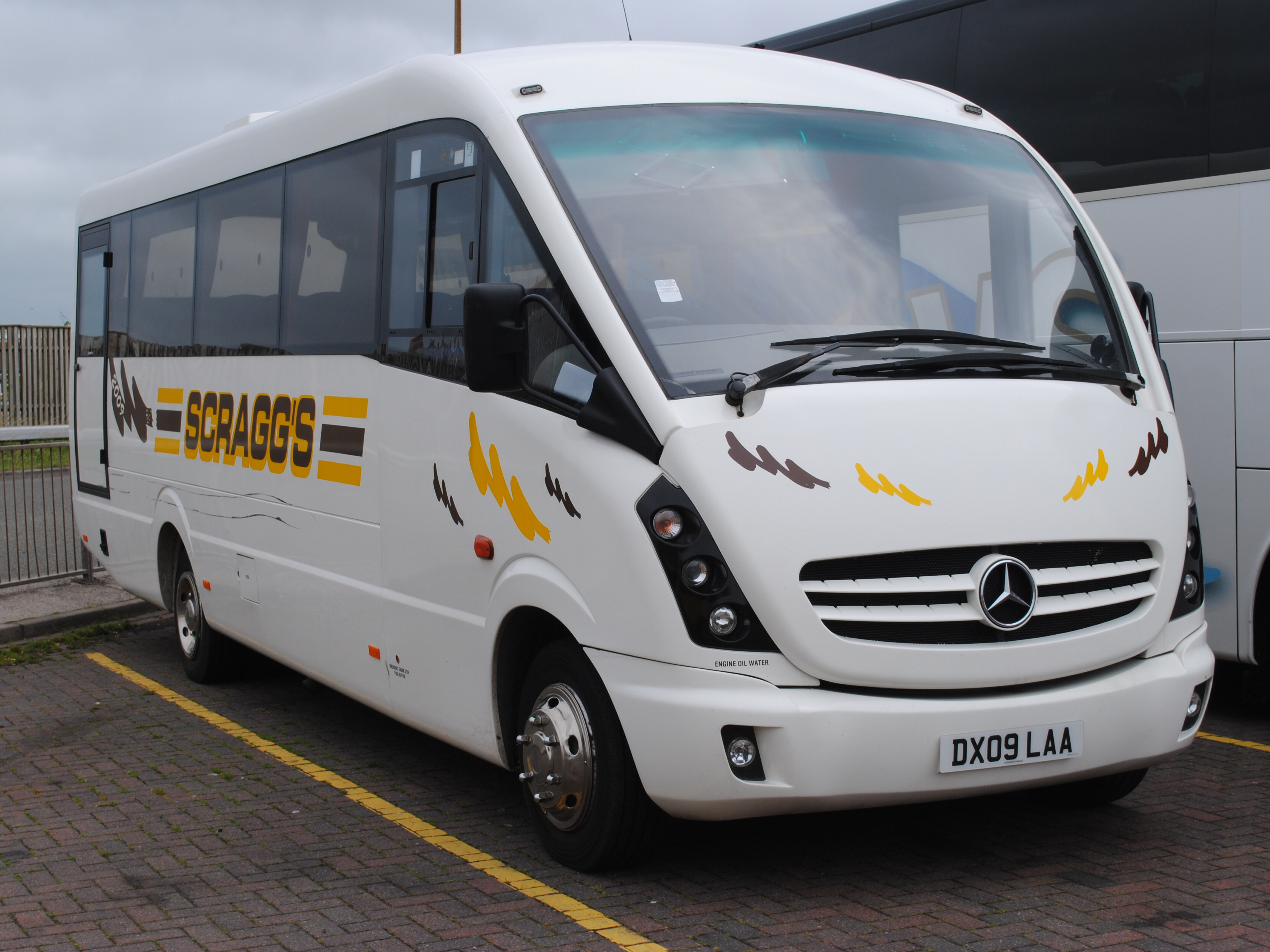
Plaxton Cheetah

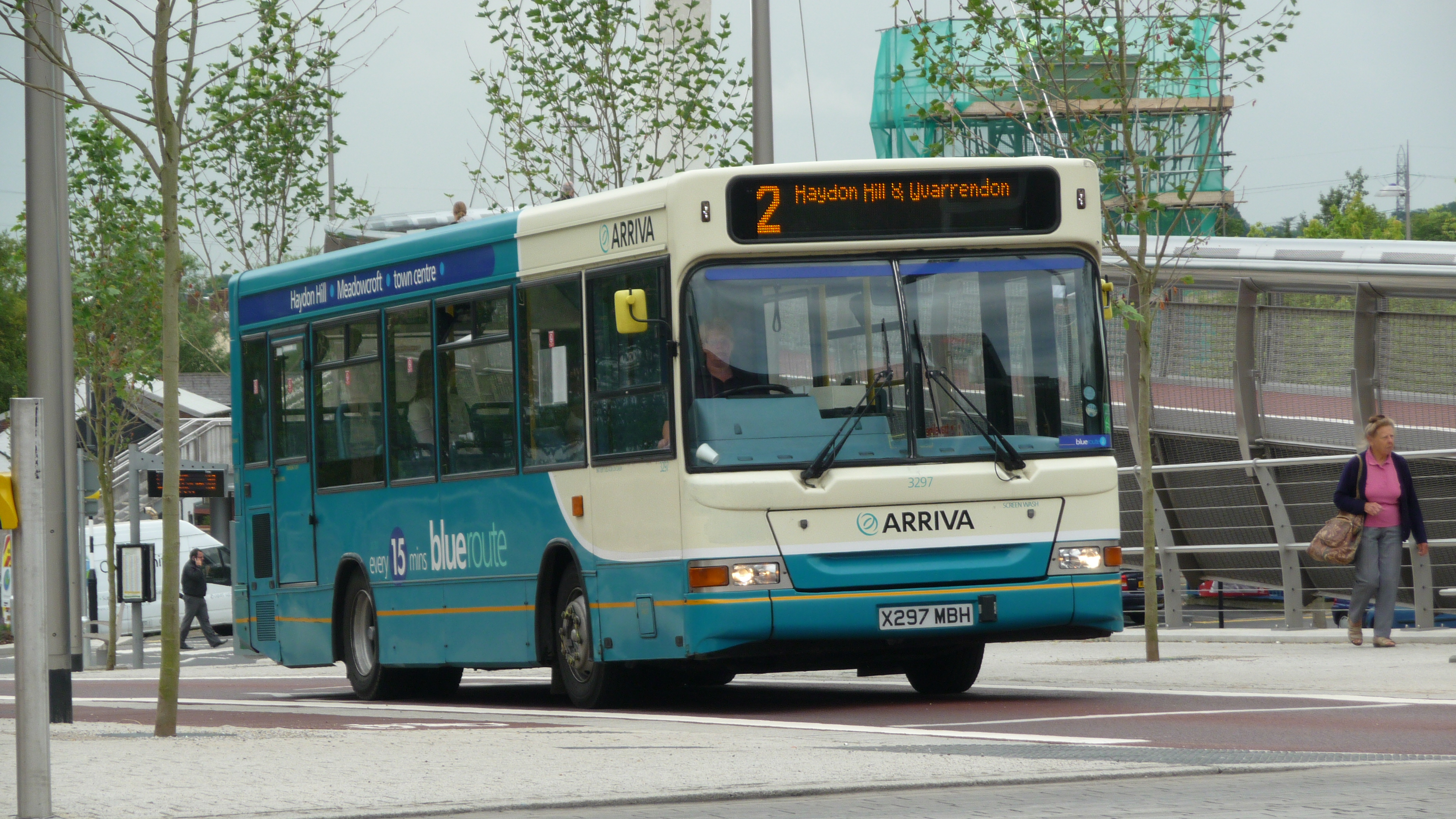
Plaxton Pointer

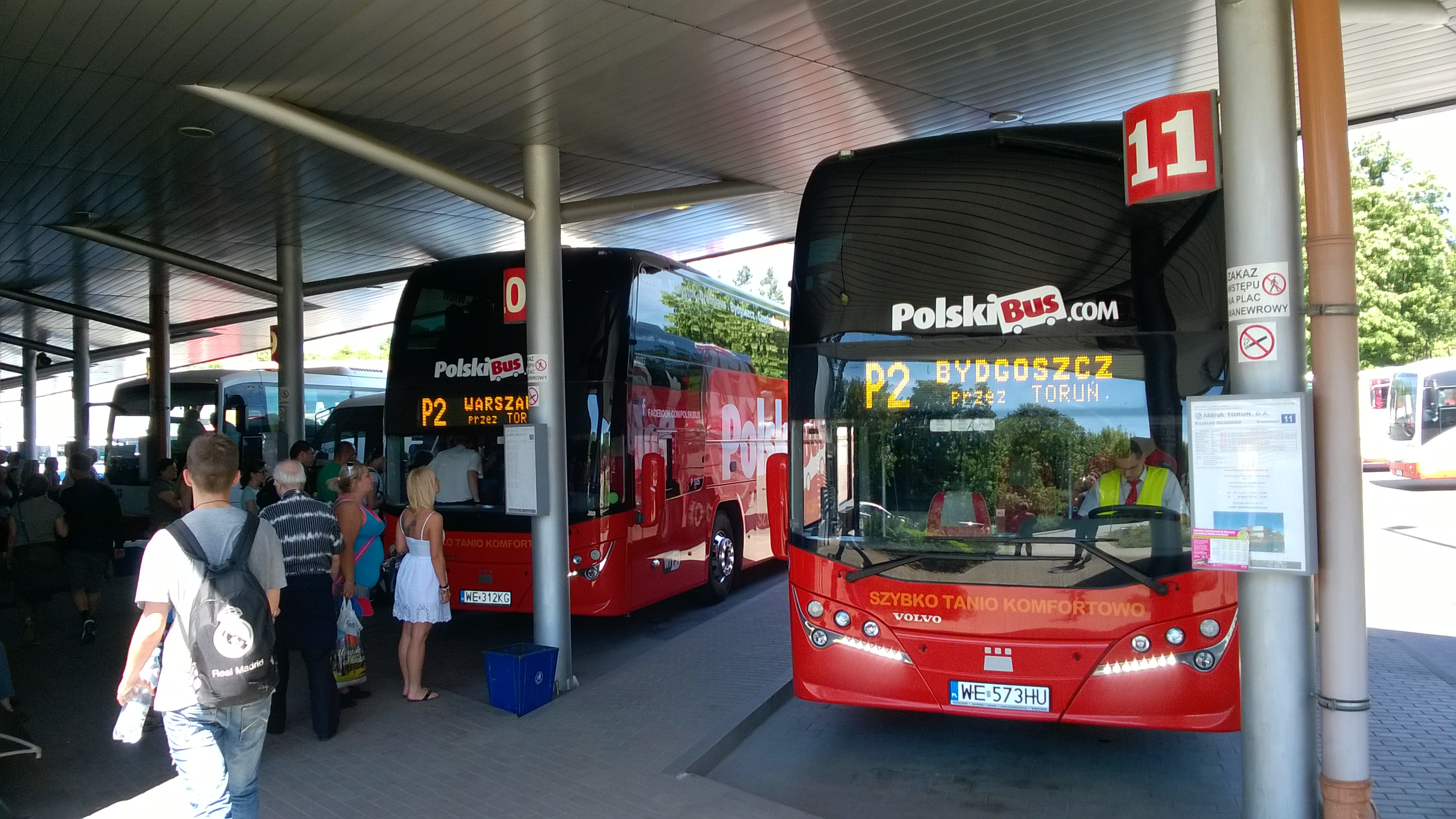
Autokar Plaxton Elite i w barwach PolskiBus.com

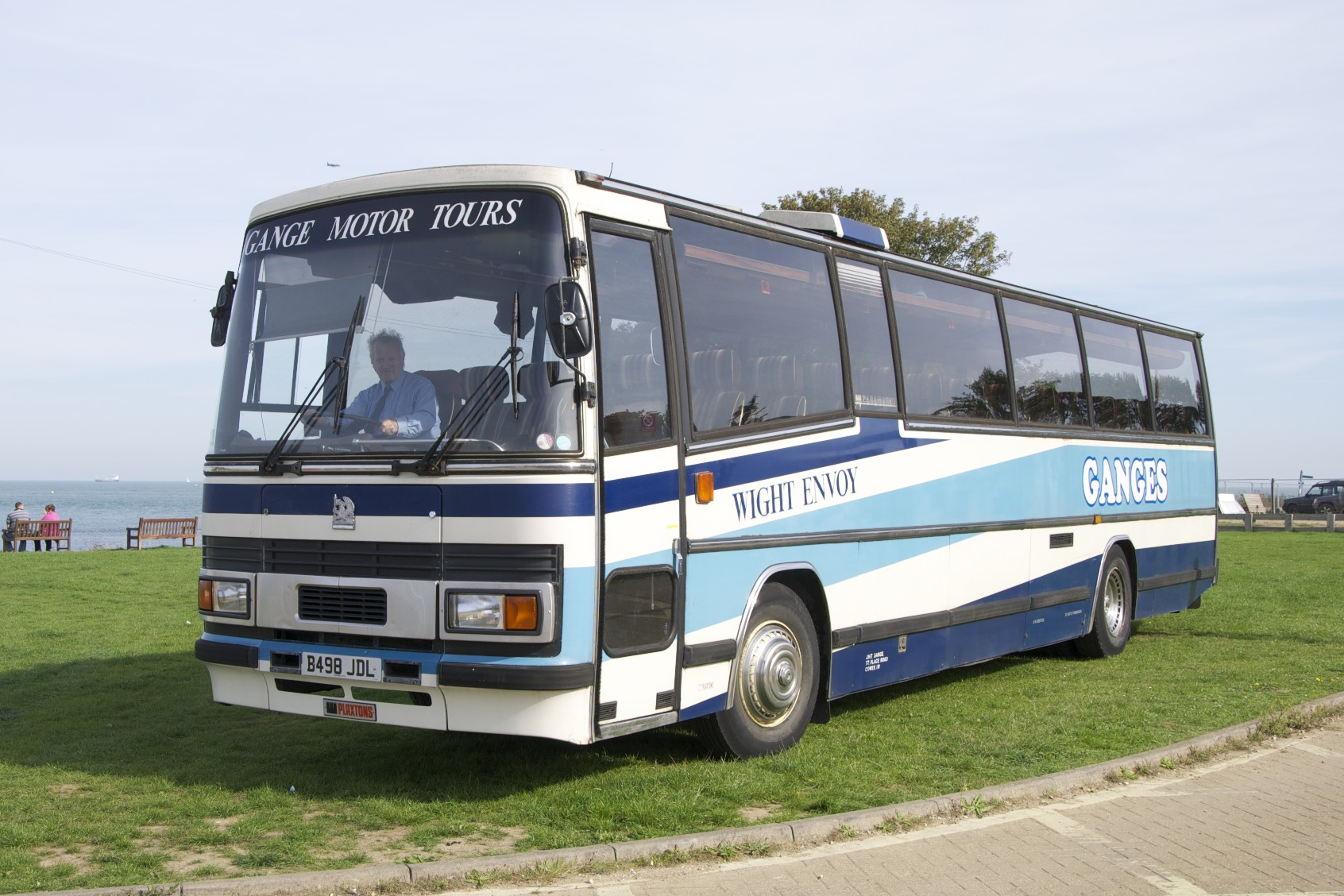
Plaxton Paramount

Plaxton Ltd. – brytyjskie przedsiębiorstwo branży motoryzacyjnej zajmujące się produkcją nadwozi autobusowych. Przedsiębiorstwo zostało założone w 1907 roku, a jego siedziba mieści się w Scarborough. Od 2007 roku Plaxton jest własnością spółki Alexander Dennis.

## Modele

### Obecne (2013)
- Cheetah – autobus dalekobieżny klasy midi na podwoziu Mercedes-Benz Vario
- Panther – autobus dalekobieżny klasy maxi
- Elite – autobus dalekobieżny klasy maxi
- Leopard – autobus dalekobieżny klasy maxi
- Panther Cub – autobus dalekobieżny klasy maxi

Źródło:

### Dawne
- Beaver – autobus miejski klasy mini
- Pointer – autobus miejski
- Derwent 3000 – autobus miejski
- Verde – autobus miejski
- Paladin – autobus miejski
- Palatine – piętrowy autobus miejski
- Prestige – autobus miejski
- President – piętrowy autobus miejski
- Primo – autobus miejski
- Centro – autobus miejski
- Pronto – autobus dalekobieżny klasy mini
- Panorama Elite – autobus dalekobieżny
- Supreme – autobus dalekobieżny
- Viewmaster – autobus dalekobieżny
- Paramount – autobus dalekobieżny (w wersjach standardowej i piętrowej)
- Premiere – autobus dalekobieżny
- Excalibur – autobus dalekobieżny
- Prima – autobus dalekobieżny
- Paragon – autobus dalekobieżny
- Profile – autobus dalekobieżny